# Route nationale 286
Pour les articles homonymes, voir Route 286.
La route nationale 286, ou RN 286, était une route nationale française à caractéristiques de voie rapide (2 x 2 voies) reliant les autoroutes A 12 et A 86. Cette voie rapide ne traversant aucune agglomération était autrefois dénommée RN 186A.

À son extrémité ouest, au niveau de la sortie de l'Épi d'Or (quartier de Saint-Cyr-l'École) mais sur le territoire communal de Versailles, la RN 286 devient la RN 12 qui trouve là son nouveau début en lieu et place de son ancien tracé issant de la RN 10 à Trappes.
En 2006, la RN 286 a été incluse dans le tracé de la RN 12 qui se trouve ainsi prolongée jusqu'à l'A 86.

## Ancien tracé de Saint-Cyr-l'École à Jouy-en-Josas
- Saint-Cyr-l'École au niveau de l'échangeur de Bois-d'Arcy
- Versailles, au travers de la forêt de Versailles : 
  - Épi d'Or
  - Plateau de Satory
- Buc
- Jouy-en-Josas et limite sud de Versailles
- fusion avec l'A 86 au niveau de la sortie Versailles - Pont Colbert (commune de Jouy-en-Josas)